# Les Racines de l'espoir
Pour plus de détails, voir Fiche technique et Distribution.
Les Racines de l'espoir (titre original : Where Hopes Grows) est un film dramatique indépendant américain écrit et réalisé Chris Dowling, sorti en 2015. Il comprend en vedette : David DeSanctis, Kristoffer Polaha, McKaley Miller, William Zabka, Danica McKellar et Kerr Smith.
En France, il sort directement en VOD le 17 mars 2017,.

## Synopsis
Un ancien joueur de baseball déprime depuis sa retraite. Il tombe alors dans l'alcool, jusqu'à sa rencontre avec Produce, un jeune homme atteint de handicap mental, qui va lui redonner foi en la vie et en l'amitié.

## Fiche technique
- Titre original : Where Hope Grows
- Titre québécois :
- Réalisation : Chris Dowling
- Scénario : Chris Dowling
- Costumes :
- Photographie :
- Montage :
- Musique :
- Production : Godspeed
- Société de distribution :
- Pays d'origine :  États-Unis
- Langue : Anglais
- Genre : Dramatique
- Format :
- Durée : 94 minutes
- Dates de sortie : 
  -  États-Unis : 15 mai 2015
  -  France : 17 mars 2017 directement en VOD
- Classification : tout public

## Distribution
- David DeSanctis : Produce
- Kristoffer Polaha : Calvin
- McKaley Miller : Katie
- William Zabka : Milton
- Danica McKellar : Susan
- Kerr Smith : Officier Minniear

## Accueil
Le film est acclamé par la critique,.